# Lampides sabatus
Lampides sabatus är en fjärilsart som beskrevs av Hans Fruhstorfer 1921. Lampides sabatus ingår i släktet Lampides och familjen juvelvingar. Inga underarter finns listade i Catalogue of Life.